# IHK Gießen-Friedberg

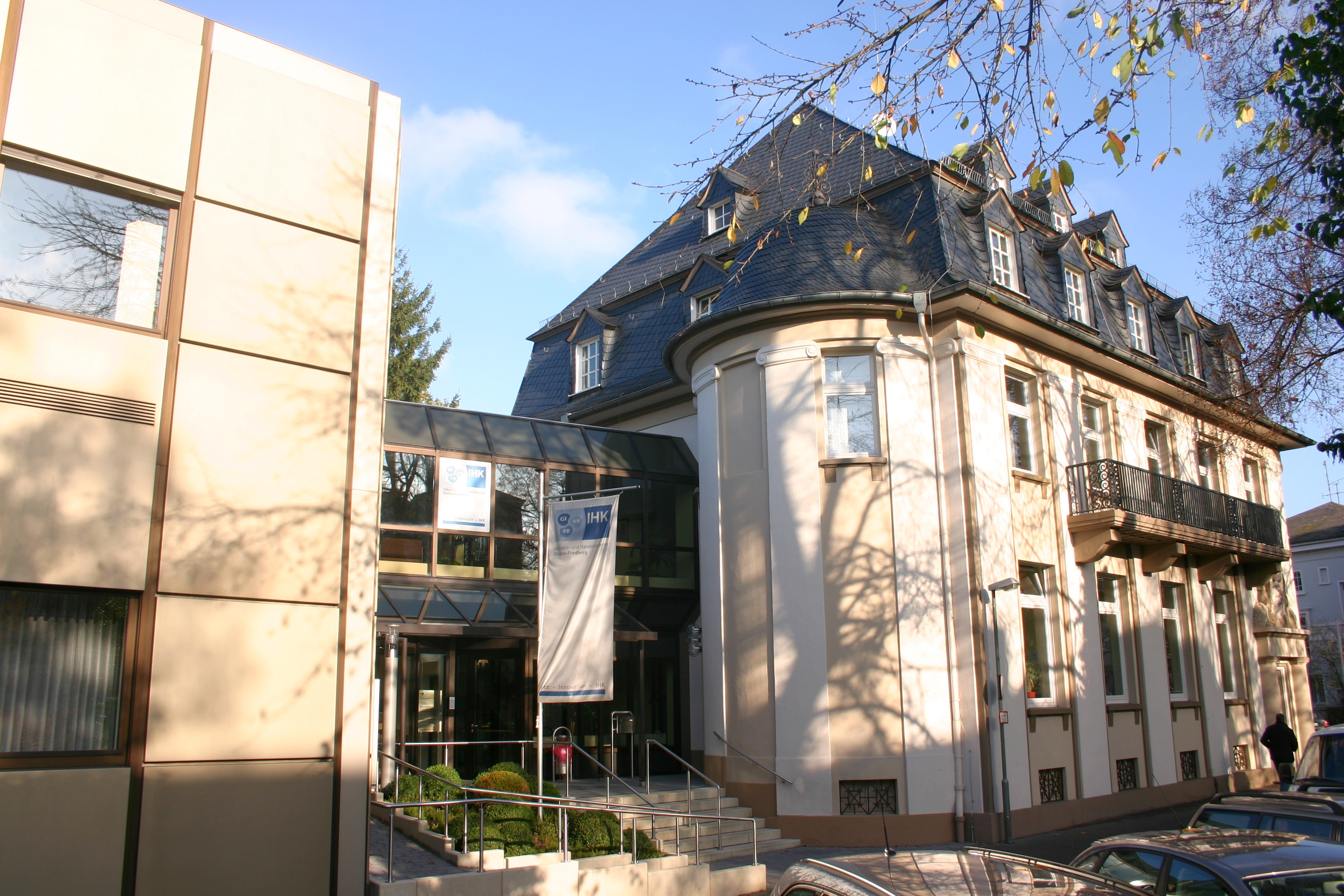
Sitz der IHK-Gießen-Friedberg: Alt- und Neubau in der Gießener Lonystraße

Die IHK Gießen-Friedberg ist die Industrie- und Handelskammer für die Landkreise Gießen, Vogelsberg und Wetterau. Rund 50.000 Mitgliedsunternehmen (Stand März 2021) gehören der IHK an. Im Jahre 1999 erfolgte der Zusammenschluss der Kammern Gießen und Friedberg zur IHK Gießen-Friedberg, die als Großherzogliche Handelskammer Gießen 1872 und Großherzogliche Handelskammer für den Kreis Friedberg 1898 gegründet wurden. Der Zusammenschluss war die erste freiwillige Fusion zweier Industrie- und Handelskammern seit mehr als 25 Jahren und ergab die viertgrößte (von sieben) IHK im Bundesland Hessen. Die IHK Gießen-Friedberg gehört dem Deutschen Industrie- und Handelskammertag (DIHK) sowie dem Hessischen Industrie- und Handelskammertag (HIHK) e. V. an.

## Geschichte

### IHK Gießen
1862 erfolgte nach der Liberalisierung des Vereinsrechtes die Gründung eines Handelsvereins, der es sich zur Aufgabe macht, die gemeinsamen Handelsinteressen zu fördern und Missbräuche aufzudecken.
Im Großherzogtum Hessen entstanden relativ früh Handelskammern. Die Handelskammer Mainz war bereits 1802 in der Franzosenzeit entstanden und bildete das Vorbild für die Handelskammer Offenbach (1821) und die Kammern in Worms, Bingen und Darmstadt. In der Provinz Oberhessen entstanden die Kammern zuletzt. Dies war einerseits der geringen Industrialisierung des Gebietes geschuldet, aber auch der Ablehnung aus den Reihen der Wirtschaft selbst. Die Ablehnung richtete sich nicht gegen Handelskammern an sich, sondern an den hohen staatlichen Einfluss auf die bestehenden hessischen Kammern und vor allem das Wahlrecht, welches die Mehrheit der Kaufleute und Fabrikanten ausschloss.
Das Großherzoglich Hessische Handelskammergesetz von 1871 wurde am 17. November 1871 von Großherzog Ludwig III unterzeichnet. Wahlberechtigt waren nun alle Unternehmer, die im Handelsregister eingetragen waren und zu den ersten vier Klassen der Gewerbesteuer gehörten. Nun wurden die Mitglieder auf drei Jahre gewählt. Jedes Jahr schied ein Drittel aus. Damit war der zentrale Ablehnungspunkt beseitigt. Die Gießener Wirtschaft beantragte die Bildung einer Handelskammer und der Großherzog genehmigte diese am 19. Februar 1872.
Am 20. September 1872 konstituierte sich die Handelskammer Gießen. Diese Stadtkammer wird im Jahr 1900 um die Landkreise Alsfeld, Gießen und Lauterbach erweitert und dadurch zur Regionalkammer. Das Kammergebiet umfasste am 31. Dezember 1905 eine Fläche von 176.245 ha mit einer Bevölkerung von 154.700 Personen. 1216 Firmen waren dort im Handelsregister eingetragen, davon waren 1022 zur Kammerwahl berechtigt. Im Jahr 1902 wird der Kammer die Rechtspersönlichkeit verliehen. Dadurch kann sie nun die Aufsicht über Börsen und andere Anstalten des Handelsverkehrs übernehmen.
Während der Zeit des Nationalsozialismus werden die Kammern zum ausführenden Organ und wurden zur Gauwirtschaftskammer Rhein-Main zusammengeschlossen. In Gießen wurde eine Außenstelle der Gauwirtschaftskammer unter der Leitung von Carl Schirmer eingerichtet.
1945 erhalten die Kammern ihre Selbständigkeit zurück. Die bisherige Außenstelle Gießen nahm unter der fiktiven Annahme der Weitergeltung der Rechtslage vor 1933 die Arbeit als IHK unter der Leitung von Schirmer wieder auf. Im Rahmen der Entnazifizierung setzte 1946 der Regierungspräsident Ludwig Rinn wieder als Präsidenten ein. Am 10. Januar 1946 verordnete die Landesregierung förmlich die Aufhebung der Gauwirtschaftskammern in Hessen und die Wiederherstellung des Rechtes von 1933. Die Dienstaufsicht über die Kammern sollte der Minister für Wirtschaft und Verkehr wahrnehmen. Diese Regelungen stießen auf den Widerspruch der amerikanischen Besatzungsmacht: Diese sahen in der öffentlich-rechtlichen Stellung der Kammern ein wichtiges Instrument der Lenkung der Wirtschaft in der Zeit des Nationalsozialismus. In Umsetzung der amerikanischen Forderungen verordnete die Staatsregierung daher im Mai 1946 die Wahrnehmung öffentlich-rechtlicher Aufgaben und ordnete an, die Kammern als privatrechtliche Vereine ohne Pflichtmitgliedschaft weiterzuführen. Die endgültigen Regelungen für die Kammer, ihre Kompetenzen und ihre Wahl wurde mit Runderlass vom 5. Dezember 1846 festgelegt. Auf Basis dieser Regelungen gab sich die Gießener IHK am 7. Januar 1947 eine neue Satzung und es erfolgten am 22. Mai 1947 die ersten freien Kammerwahlen. Die Folge des Wegfalls der Pflichtmitgliedschaft war das Austreten einer größeren Zahl von Kleingewerbetreibenden. Die größeren Kammern büßten bis zu 50 % der Mitglieder ein; in Gießen waren es zwischen sieben und fünfzehn Prozent.
Mit dem Besatzungsstatut gewann die Bundesrepublik 1949 einen guten Teil ihrer Souveränität zurück. Außer Bayern und Hessen kehrten nun die Länder der amerikanischen Besatzungszone zum Modell öffentlich-rechtlicher Kammern zurück (in der britischen und französischen Zone war dies bereits direkt nach dem Krieg so gewesen). Das SPD-regierte Hessen hatte völlig andere Pläne: Hier sollten nach dem Willen der Regierung die IHKs aufgelöst und durch Wirtschaftskammern ersetzt werden. Diese sollten paritätisch durch Arbeitgeber und Arbeitnehmer besetzt werden. Die Arbeitgebervertreter sollten durch die Wirtschaftsverbände, die Arbeitnehmervertreter durch die Gewerkschaften benannt werden. Diese Planungen kamen jedoch nicht zur Umsetzung, da stattdessen eine bundeseinheitliche Regelung getroffen wurde.
Mit Inkrafttreten des „Gesetzes zur vorläufigen Regelung des Rechts der Industrie- und Handelskammer“ am 22. Dezember 1956 werden die Kammern wieder zu Körperschaften des öffentlichen Rechts. Der Beirat einer Kammer trägt nun die Bezeichnung „Vollversammlung“.

### IHK Friedberg
1898 erteilt der Großherzog die Genehmigung zur Errichtung einer Großherzoglichen Handelskammer für den Kreis Friedberg. Sie soll aus neun Mitgliedern der vier Wahlbezirke Bad Nauheim, Butzbach, Friedberg und Vilbel bestehen. Im Jahr 1899 wird eine kaufmännische Fortbildungsschule gegründet.
Während des Ersten Weltkrieges umfasst die Kriegstätigkeit der Kammer u. a. die Überwachung ausländischer Unternehmen, Beschaffung von Lebensmitteln und die Wahrung der Interessen der heimischen Unternehmen. Im Jahr 1925 verabschiedet der Landtag des Volksstaates Hessen ein neues Handelskammergesetz. Es erfolgt eine Namensänderung in Industrie- und Handelskammer Friedberg i.H.
Auch die Industrie- und Handelskammer Friedberg i.H. ist während der Zeit des Nationalsozialismus nur noch ausführendes Organ. Ihre Selbständigkeit erhält die Kammer 1945 zurück und wird am 22. Dezember 1956 mit dem „Gesetz zur vorläufigen Regelung des Rechts der Industrie- und Handelskammer“ wieder zur Körperschaft des öffentlichen Rechts.

### IHK Gießen-Friedberg
In den gleichzeitig stattfindenden Sitzungen der Vollversammlungen am 6. Juli 1998 beschließen die Vollversammlungen der IHKs Gießen und Friedberg die Fusion der beiden Kammern zum 1. April 1999. Die neue Kammer trägt den Namen IHK Gießen-Friedberg und ist mehr als 31 000 Mitgliedsfirmen die viertgrößte Kammer Hessens sein. Die neue Kammer ist zuständig für die Unternehmen in den Kreisen Gießen, Vogelsberg und Wetterau. Die IHK Gießen-Friedberg hat ihren Sitz in Gießen, behält aber in Friedberg eine Geschäftsstelle. Erster Präsident der fusionierten IHK wird Fritz Hartmut Ulrich (Friedberg), Erster Vizepräsident Wolfgang Maaß (Gießen).
In einer Sondersitzung der IHK-Vollversammlung am 28. Februar 2002 wird der Gießener Unternehmer Wolfgang Maaß zum neuen Präsidenten gewählt. Im selben Jahr tritt Matthias Leder als Hauptgeschäftsführer die Nachfolge von Uwe Schubert an. Maaß wird 2004 wiedergewählt.
Vom 21. Januar bis zum 17. Februar 2009 haben die Unternehmer aus dem IHK-Bezirk ihre neue Vollversammlung für die Wahlperiode 2009 bis 2014 gewählt. Aus den Reihen der Vollversammlungsmitglieder wurde in der konstituierenden Sitzung am 1. April das Präsidium gewählt. Wolfgang Maaß wurde erneut als Präsident wiedergewählt.
Mit Beginn der Wahlperiode 2014 bis 2019 wurde Rainer Schwarz zum Präsidenten gewählt.
In der Wahlperiode 2019–2024 wurde Rainer Schwarz als Präsident wiedergewählt.

## Kammerverbund Mittelhessen
Am 2. Mai 1995 gründeten die fünf Kammern Dillenburg, Friedberg, Gießen, Limburg und Wetzlar den Kammerverbund Mittelhessen. Ziel dieser Kooperation war und ist eine koordinierte Abstimmung zur stärkeren Durchsetzungskraft wichtiger kammerpolitischer Aufgaben sowie die Effizienz- und Qualitätssteigerung bei gleichzeitiger Nutzung von Kostensenkungspotenzialen. Die Gesamtfederführung koordiniert die Meinungsbildung zu spezifischen Problemstellungen, nimmt für alle beteiligten Kammern an Sitzungen auf Landes- und Bundesebene teil und informiert über die Beratungsergebnisse der anderen IHKs. Auf mittelhessischer Ebene ist die jeweils federführende IHK Ansprechpartner für die gemeinschaftlichen Themen, die durch die gemeinsamen Arbeitskreise bearbeitet werden.

## Sitz und Organisation

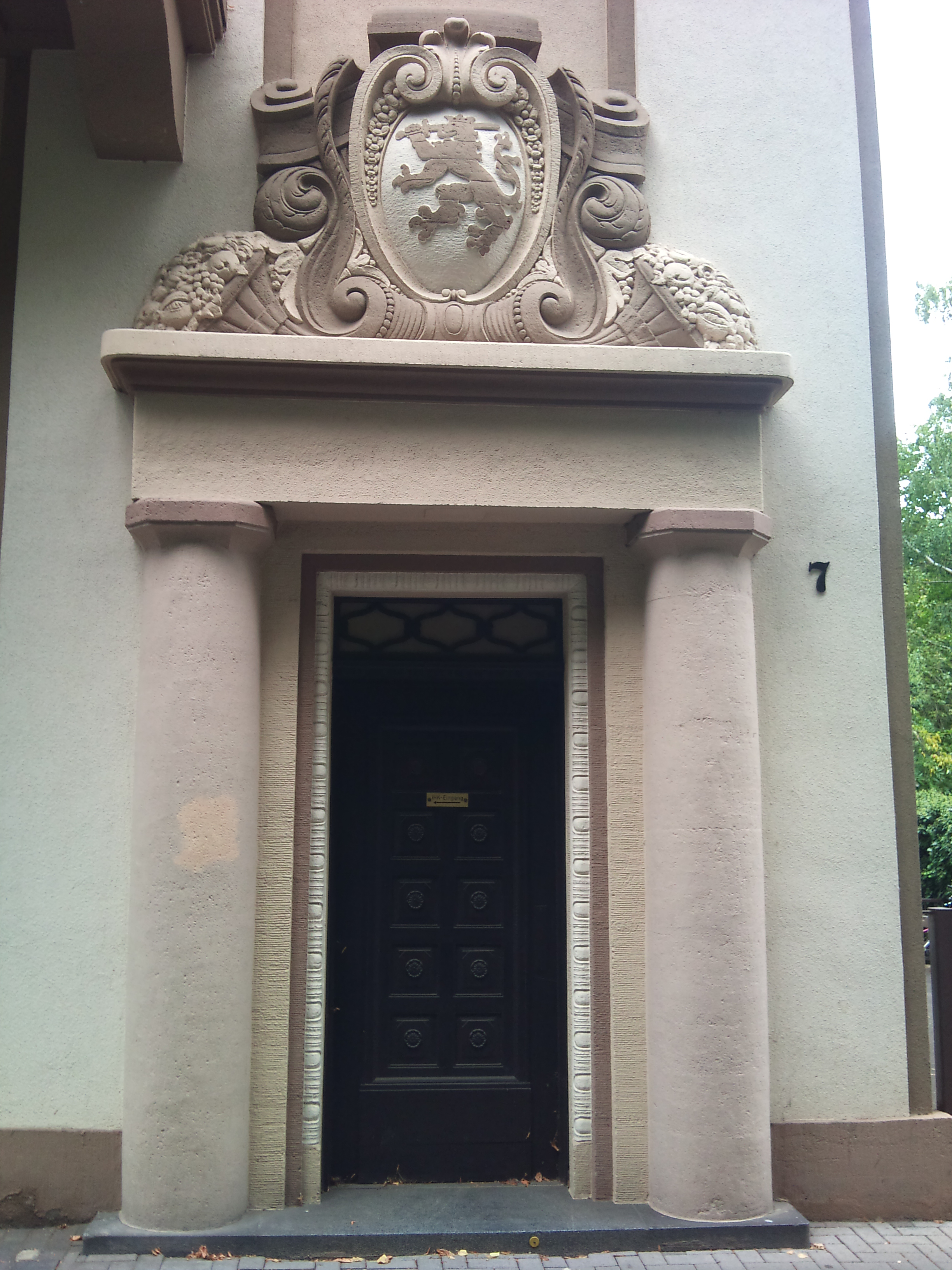
Portal im denkmalgeschützten Gebäude aus dem Jahr 1913

Die IHK Gießen-Friedberg hat ihren Sitz in Gießen (in einem Gebäude aus dem Jahr 1913) und unterhält in Friedberg (Hessen) eine Geschäftsstelle. An der Spitze der IHK stehen der ehrenamtlich tätige Präsident und der Hauptgeschäftsführer. Seit 2014 ist der Unternehmer Rainer Schwarz Präsident der IHK Gießen-Friedberg. Unterstützt wird er seitdem und auch in der aktuellen Wahlperiode 2019–2024 von vier Vizepräsidenten sowie einer Vizepräsidentin: Rainer Dietz (Lauterbach), Ralph Kehl (Alsfeld), Michael Kraft (Gießen), Jochen Ruths (Friedberg) und Angelika Schlaefke (Limeshain). Seit 2002 ist Matthias Leder Hauptgeschäftsführer der IHK. Leder führt die IHK hauptamtlich und vertritt zusammen mit dem Präsidenten die IHK rechtsgeschäftlich.
Die Vollversammlung, das „Parlament der Wirtschaft“, wird von den Mitgliedsunternehmen gewählt. Jedes Mitgliedsunternehmen hat eine Stimme, unabhängig von der Unternehmensgröße. Die Wahlperiode reicht von 2019 bis 2024.

## Geschäftsbereiche
Die hauptamtliche Arbeit ist in die Geschäftsbereiche Aus- und Weiterbildung (Leitung: Kai Schellberg), Existenzgründung, Unternehmensförderung, Innovation und Umwelt (Geschäftsführer: Frank Wendzinski), Standortpolitik (Geschäftsführer: Frank Wendzinski), International (Geschäftsführer: Robert Malzacher), Recht und Steuern (Geschäftsführer: Robert Malzacher), sowie Zentrale Aufgaben (Leitung: Carsten Kromeier) gegliedert.

## Wirtschaftsmagazin
Die Stabstelle Öffentlichkeitsarbeit/Volkswirtschaft (Leitung: Doris Steininger) der IHK Gießen-Friedberg veröffentlicht jährlich elf Ausgaben des Wirtschaftsmagazins als Print- und Online-Produkt. Mitgliedsunternehmen aus dem IHK-Bezirk erhalten das Magazin kostenlos. Es informiert die Leserschaft über Entwicklungen der heimischen Wirtschaft aus den Landkreisen Vogelsberg, Wetterau und Gießen, über IHK-Neuerungen sowie über betriebspraktische Neuerungen. Die Druckauflage beträgt 16.000 Exemplare.

## Selbstverständnis als Mitmachorganisation
Die IHK Gießen-Friedberg versteht sich als Unternehmer-Mitmachorganisation. Ihr Motto „Mitmachen. Mitbewegen. Mitgewinnen“ möchte sie gemeinsam mit den Mitgliedsunternehmen umsetzen. Diesem Motto folgen bereits rund 1.800 ehrenamtlich Tätige, die in den Gremien der IHK mitwirken.
Als ihr Hauptziel erklärt die IHK den wirtschaftlichen Erfolg ihrer Mitgliedsunternehmen aus Industrie, Handel und Dienstleistungsgewerbe. Die Pflichtmitgliedschaft gewährleistet die Unabhängigkeit der IHK von Einzelinteressen.

## Zahlen
Die Erträge belaufen sich auf ca. 11,9 Mio. Euro, davon 9,1 Mio. Euro aus Beiträgen der Mitgliedsunternehmen. Der Umlagehebesatz beträgt 0,27 % des Gewerbeertrages. Die IHK Gießen-Friedberg beschäftigt derzeit 84 Mitarbeiter. Sie betreut ca. 7.000 eingetragene Ausbildungsverhältnisse.

## Persönlichkeiten

### Vorsitzende bzw. Präsidenten der Friedberger Kammer
| Jahr      | Name                                                           | Firma                                                                         |
| --------- | -------------------------------------------------------------- | ----------------------------------------------------------------------------- |
| 1898–1912 | Wilhelm Fertsch (* 18. Januar 1853; † 22. Mai 1912)            | Inhaber Handelshaus Fertsch, Friedberg                                        |
| 1912–1932 | Heinrich Ludwig Langsdorf († 22. Februar 1932)                 | Mitinhaber Lackfabrik Langsdorf & Winberg                                     |
| 1932–1933 | Louis Hirsch (* 1870; † 30. August 1936)                       | Inhaber Bekleidungshaus Meyer – J. Hirsch                                     |
| 1933–1942 | Friedrich von der Emde (*12. Februar 1897; † 28. Februar 1970) | Inhaber Stoffhaus von der Emde                                                |
| 1942–1945 | Karl Hoffmann II. (* 25. Februar 1891; † 30. November 1974)    | Inhaber Bauunternehmen Karl Hoffmann II.                                      |
| 1945–1956 | Fritz Wiesmann (* 2. Juni 1891; † 2. April 1956)               | Pers. haft. Gesellschafter der Fa. F.R. Megerle                               |
| 1956–1967 | Franz Carl Moufang (* 3. Februar 1906; † 17. Februar 1967)     | Mitinhaber Papierfabrik Oberschmitten AG                                      |
| 1967–1975 | Ernst von Hayn (* 8. Januar 1907; † 25. August 1978)           | Geschäftsführer Butzbacher Weichenbau GmbH                                    |
| 1975–1983 | Wilhelm Lindner (* 19. August 1913)                            | Geschäftsführender Gesellschafter Kohlensäurewerke C.W. Lindner GmbH & Co. KG |
| 1983–1997 | Hermann Fischer (* 17. November 1922; † 30. August 1997)       | Inhaber Hessische Ölwerke A, Fischer und Sohn                                 |
| 1997–1999 | Fritz Hartmut Ulrich                                           | Geschäftsführender Gesellschafter Schwarz & Ulrich KG                         |

### Vorsitzende bzw. Präsidenten der Gießener Kammer
| Jahr      | Name                                                           | Firma                                                     |
| --------- | -------------------------------------------------------------- | --------------------------------------------------------- |
| 1872–1874 | Georg Carl Gail (* 28. November 1819; † 27. Januar 1882)       | Inhaber Fa. Georg Philipp Gail (Gail’sche Zigarrenfabrik) |
| 1875–1880 | Meyer Homberger (* 3. Dezember 1820; † 4. Juli 1898)           | Inhaber Baumwoll- und Leinenfabrik Homberger & Löwe       |
| 1880–1888 | Eduard Silbereisen (* 12. April 1831; † 26. Dezember 1889)     | Inhaber Essigfabrik Ed. Silbereisen,                      |
| 1889–1909 | Fritz Carl Benjamin Koch (* 15. Mai 1836; † 25. Januar 1909)   | Korsettfabrik Koch & Platz,                               |
| 1909–1919 | Siegmund Heichelheim (* 25. Januar 1842; † 15. August 1920)    | Bankhaus Aron Heichelheim, Vorsitzender                   |
| 1920–1930 | Heinrich Schirmer (* 13. Juli 1861; † 7. November 1943)        | Kommerzienrat, Zigarrenfabrik Georg Heinrich Schirmer     |
| 1930–1933 | Ludwig Rinn (* 18. März 1870; † 30. Oktober 1958)              | Firma Rinn & Cloos                                        |
| 1933–1938 | Carl Johann Erasmus Pauly (* 21. Dezember 1888; † 9. Mai 1964) | Bänninger GmbH                                            |
| 1938–1942 | Erich Schroth (* 1. Dezember 1902; † 4. Dezember 1963)         | Didier-Werke AG                                           |
| 1942–1946 | Carl Schirmer (* 18. Mai 1899 bis 22. Januar 1977)             | Firma Georg Heinrich Schirmer                             |
| 1946–1953 | Ludwig Rinn (* 18. März 1870; † 30. Oktober 1958)              | Firma Rinn & Cloos                                        |
| 1953–1959 | Ernst Bleyer (* 19. August 1885; † 1. August 1977)             | Commerzbank AG                                            |
| 1959–1961 | Carl Wilhelm Poppe (* 9. Juli 1901; † 12. Oktober 1961)        | Gießener Gummiwarenfabrik Poppe & Co                      |
| 1962–1963 | Otto Winterhoff (* 28. Oktober 1888; † 26. Juli 1977)          | Otto Winterhoff KG                                        |
| 1963–1970 | Walter Dürbeck (* 14. Juni 1897; † 3. November 1971)           | Walter Dürbeck Papiersackfabrik GmbH                      |
| 1971–1999 | Franz Vogt (* 23. September 1920, † 12. Februar 2006)          | Voko Gruppe                                               |

### Vorsitzende bzw. Präsidenten der fusionierten Kammer
| Jahr      | Name                 | Firma                                                           |
| --------- | -------------------- | --------------------------------------------------------------- |
| 1999–2002 | Fritz Hartmut Ulrich |                                                                 |
| 2002–2014 | Wolfgang Maaß        |                                                                 |
| seit 2014 | Rainer Schwarz       | RS Consulting, Wirtschafts- und Steuerberatungsgesellschaft mbH |